# Vuelo 3739 de Aeroflot
El vuelo 3739 de Aeroflot fue un vuelo nacional soviético de pasajeros desde Irkutsk a Leningrado (ahora San Petersburgo) con escala en Kurgan. El 8 de marzo de 1988, después de que el Tupolev Tu-154 que operaba el vuelo hubiese partido de Kurgán hacia Leningrado, fue secuestrado por la familia Ovechkin, cuyos miembros querían huir de la Unión Soviética. Los secuestradores exigieron a la tripulación llevar el avión a Londres. El ingeniero de vuelo persuadió a los secuestradores para permitir una parada técnica en Finlandia para repostar pero los engañó y el avión aterrizó en la base militar soviética de Veshchevo, cerca de la frontera con Finlandia, donde fue tomado por el equipo de respuesta inmediata del ministerio del Interior soviético. Durante el incidente cuatro rehenes murieron y los cinco secuestradores se suicidaron. Dos de los miembros de la familia Ovechkin que sobrevivieron fueron sentenciados a ocho y seis años de prisión respectivamente. Uno de los tripulantes fue galardonado con la medalla de la Orden de la Bandera Roja como resultado del incidente.

## Precedentes
En el momento del incidente la familia Ovechkin se componía de 12 miembros: la madre Nina (Ninel) y sus once hijos (siete hijos y cuatro hijas). Una de las hijas, Lyudmila, no participó en el secuestro al haberse casado y vivir independiente en otra ciudad. Después de dar a luz al décimo de sus once hijos, Ninel Ovechkina fue galardonada con la distinción soviética de "Madre Heroína". Tras la muerte de su marido Dmitry en 1984, sacó adelante a sus hijos en Irkutsk. Los niños crearon una banda de música llamada Los Siete Simeones. Tras la gira del grupo por Japón, los Ovechkin decidieron abandonar la Unión Soviética y establecerse en el extranjero. Debido al hecho de que era imposible para los ciudadanos soviéticos normales – y más para un grupo de música – emigrar legalmente, los Ovechkin decidieron secuestrar un avión. Dejaron una nota diciendo que iban a encontrarse con sus familiares y embarcaron en un avión Tu-154B perteneciente a Aeroflot, que volaba de Irkutsk a Leningrado.

## Secuestro
Preparando el secuestro, los Ovechkin compraron escopetas y fabricaron dos escopetas recortadas con ellas. En caso de fallo, los Ovechkin decidieron suicidarse con los artefactos explosivos antes que tener que enfrentarse a una detención. Escondieron las armas y los artefactos explosivos en un contrabajo, que no podía ser vigilado por los dispositivos de seguridad del aeropuerto debido a su tamaño. Los Ovechkin habían probado previamente los sistemas de seguridad del aeropuerto durante un vuelo de prueba a Leningrado. Durante el embarque del vuelo 3739 de Aeroflot, el personal del aeropuerto se ofreció a poner el contrabajo en la bodega de equipajes, pero los Ovechkin lo rechazaron y pagaron un extra por llevarlo en la cabina de pasajeros. El contrabajo fue revisado visualmente y autorizado a ir en cabina.
Antes de aterrizar en Leningrado, cerca de Vologda, la tripulación recibió una nota de los secuestradores a través de un tripulante de la cabina de pasajeros que decía: "Diríjanse a Inglaterra (Londres). No desciendan. En caso contrario, haremos estallar el avión. Ustedes están bajo nuestro control" (la nota fue posteriormente quemada en la cabina). El capitán del avión envió una señal de socorro y notificó la emergencia al control de tráfico aéreo de Vologda. En tierra dio comienzo la Operación Nabat (alarma, en ruso). Uno de los tripulantes indicó a los pasajeros que iban a aterrizar en la ciudad finlandesa de Kotka, cuando de hecho los servicios en tierra ordenaron al capitán aterrizar en la base aérea soviética de Veshchevo. El ingeniero de vuelo logró convencer a los secuestradores de que el avión necesitaba repostar para llegar a Londres. 
Poco después del aterrizaje los secuestradores se dieron cuenta de que seguían en territorio soviético. Uno de los secuestradores, Dmitry Ovechkin, mató a una azafata, Tamara Zharkaya. Tras el aterrizaje del avión, cinco miembros del Equipo de Respuesta ante incidentes provistos con chalecos antibalas ingresaron en la cabina. Desde allí, según los testigos, abrieron fuego sobre la cabina de mando. Otro grupo ingresó en el avión por la parte de atrás. En ese momento uno de los Ovechkin gritó por el intercomunicador a la tripulación: "Comandante, dígales que dejen de disparar". Durante la toma del avión uno de los secuestradores, Alexander Ovechkin, detonó su artefacto explosivo y murió. La explosión tuvo un efecto limitado y sólo produjo un incendio en la parte posterior del avión, que fue extinguido por la tripulación. Ninel Ovechkina ordenó a uno de sus hijos, Dmitry, disparar contra ella. Otros cuatro miembros de la familia Ovechkin se dispararon entre ellos (Vasily, 26, Dmitry, 24, Oleg, 21 y Alexander, 19). Otros seis miembros de la familia, que estaban a bordo, sobrevivieron a la toma del avión (Olga, 28, Igor, 17, Tatiana, 14, Mikhail, 13, Ulyana, 10 y Sergei, 9).
Las muertes entre los rehenes incluían a una azafata y tres pasajeros (dos mujeres de 69 y 70 años y un hombre de 24 años), que murieron accidentalmente durante la toma del avión. Unos 20 pasajeros resultaron heridos, 36 según las estimaciones, 14 de ellos heridos de gravedad.

## Consecuencias
Los dos Ovechkin mayores que sobrevivieron, Igor y Olga, fueron juzgados el 6 de setiembre de 1988 y sentenciados a seis y ocho años de prisión, respectivamente. Mientras estaba en prisión, Olga dio a luz a su hija Larisa. Décadas después del incidente, Olga fue asesinada por su novio, el 8 de junio de 2003.
Con motivo del secuestro la seguridad aeroportuaria fue revisada y se fijó como prioritaria la seguridad de los rehenes. Las prácticas revisadas previnieron muertes particularmente durante el secuestro del autobús de Ordzhonikidze de 1988 y los secuestros de aviones soviéticos en 1990.
La azafata de 28 años Tamara Zharkaya, que trató de tranquilizar a los secuestradores pero fue finalmente asesinada por uno de ellos, recibió la Orden de la Bandera Roja a título póstumo.